# Список символов штата Нью-Йорк

Штат Нью-Йорк на карте США

Спи́сок си́мволов шта́та Нью-Йо́рк — перечень официально утверждённых символов штата Нью-Йорк Соединённых Штатов Америки.
Символы штата Нью-Йорк были утверждены различными нормативными актами штата, однако большая их часть содержится в статье 6, а также статьях с 70 по 87 Собрания законов штата Нью-Йорк
Ранее других, в 1778 году, появились флаг и герб штата, а к наиболее поздним символам относятся каймановая черепаха и сирень, которые были признаны таковыми только в 2006 году. Девиз штата появился в 1784 году, а «Столицей Империи» (англ. Seat of Empire) Нью-Йорк назвал Джордж Вашингтон во время своего знакомства со штатом.
Насекомому потребовалось 9 лет, чтобы приобрести статус официального символа. В 1980 году школьница Кристина Савока (англ. Kristina Savoca) направила депутату Ассамблеи штата Нью-Йорк Роберту Вертцу (англ. Robert C. Wertz) просьбу, имеющую 152 подписи, о присвоении божьей коровке статуса официального насекомого штата. Просьба долгое время рассматривалась, однако окончательное одобрение получила лишь в 1989 году, когда энтомологи Корнеллского университета предложили утвердить девятиточечную божью коровку в качестве символа на основе данных об ареале её обитания.
| Символ                                                                                        | Внешний вид           |
| --------------------------------------------------------------------------------------------- | --------------------- |
| Флаг штата Нью-Йорк Тип символа: Флаг Год утверждения: 1778                                   | Флаг штата Нью-Йорк   |
| Печать штата Нью-Йорк Тип символа: Печать Год утверждения: 1778                               | Печать штата Нью-Йорк |
| Герб штата Нью-Йорк Тип символа: Герб Год утверждения: 1778                                   |                       |
| Excelcior (рус. Выше и выше) Тип символа: Девиз Год утверждения: 1784                         | нет изображения       |
| Имперский штат (англ. The Empire State) Тип символа: Прозвище штата Год утверждения: 1784     | нет изображения       |
| Я люблю Нью-Йорк (англ. I Love New York) Тип символа: Туристский слоган Год утверждения: 1977 | I Love New York       |
| Limenitis arthemis Тип символа: Бабочка Год утверждения: 2008                                 | Limenitis arthemis    |
| Бобёр Тип символа: Млекопитающее Год утверждения: 1975                                        | Бобёр                 |
| Каймановая черепаха Тип символа: Пресмыкающееся Год утверждения: 2006                         | Каймановая черепаха   |
| Американский голец Тип символа: Пресноводная рыба Год утверждения: 1975                       | Американский голец    |
| Полосатый окунь Тип символа: Морская рыба Год утверждения: 2006                               | Полосатый окунь       |
| Девятиточечная божья коровка Тип символа: Насекомое Год утверждения: 1989                     | Нет изображения       |
| Клён сахарный Тип символа: Дерево Год утверждения: 1956                                       | Клён сахарный         |
| Сирень Тип символа: Кустарник Год утверждения: 2006                                           | Сирень обыкновенная   |
| Роза Тип символа: Цветок Год утверждения: 1955                                                | Роза                  |
| Гранат Тип символа: Минерал Год утверждения: 1969                                             | Гранат                |
| Останки ракоскорпиона Тип символа: Фоссилии Год утверждения: 1984                             | Останки ракоскорпиона |
| Раковина морского гребешка Тип символа: Раковина моллюсков Год утверждения: 1988              | Argopecten irradians  |
| Молоко Тип символа: Напиток Год утверждения: 1981                                             | Стакан молока         |
| Яблоко Тип символа: Фрукт Год утверждения: 1976                                               | Яблоко                |
| Яблочный маффин (кекс) Тип символа: Блюдо кухни Год утверждения: 1987                         | Маффин                |